# 君津市消防本部
君津市消防本部（きみつししょうぼうほんぶ）は、千葉県君津市の消防部局（消防本部）。管轄区域は君津市全域。

## 概要
- 消防本部：君津市杢師3-1-25
- 管内面積：318.83km2
- 職員定数：160人
- 消防署1カ所、分署3カ所
- 主力機械（2019年4月1日現在）
  - 普通消防ポンプ自動車：3
  - 水槽付消防ポンプ自動車：4
  - はしご付消防自動車：1
  - 大型化学高所放水車：1
  - 泡原液搬送車：1
  - 救急自動車：6
  - 指揮車：1
  - 救助工作車：1
  - 小型動力ポンプ付水槽車：1
  - 資材搬送車：1
  - 司令車：1
  - 連絡車：4
  - 人員搬送車：1
  - 予防車：2

【主力機械に関する参考文献：令和元年版消防年報（君津市消防本部）】

## 沿革
- 1969年4月1日 君津町消防本部・君津町消防署を設置
- 1969年10月21日 化学消防自動車を配備
- 1970年8月17日 救急自動車を配備し救急業務を開始
- 1971年9月1日 市制を施行し君津市となる。君津市消防本部・君津市消防署に改称する。
- 1972年4月1日 上総出張所・小糸出張所を設置（組織のみ）
- 1972年7月1日 上総出張所が消防・救急業務を開始
- 1972年11月26日 小糸出張所が消防・救急業務を仮設庁舎にて開始
- 1973年3月1日 小糸出張所が本庁舎で業務を開始
- 1973年11月13日 40メートル級はしご付消防自動車を消防署本署に配備
- 1974年3月28日 救助工作車を消防署本署に配備
- 1976年8月1日 消防本部に課制を導入
- 1979年1月 大型化学消防自動車を消防署本署に配備
- 1980年3月3日 泡原液搬送車を消防署本署に配備
- 1982年12月21日 大型高所放水車を消防署本署に配備
- 1993年9月10日 新消防庁舎が完成
  - 同年9月20日 新消防庁舎にて業務開始
- 1993年10月21日 梯子付消防自動車(38ｍ級)更新（消防署）
- 1995年11月30日 高規格救急自動車を消防署本署に配備
  - 1996年2月1日 高規格救急自動車運用開始
- 1999年4月1日 小糸出張所・上総出張所が分署に昇格
- 2001年3月23日 救助工作車更新（消防署）
- 2001年11月28日 高規格救急自動車を上総分署に配備
- 2004年11月19日 高規格救急自動車を小糸分署に配備
- 2008年4月1日 松丘分署を設置（組織のみ）
  - 同年10月4日 松丘分署が消防・救急業務を開始
- 2012年3月22日 本署に小型動力ポンプ付水槽車配備（5,000リットル）
- 2012年8月28日 本署に大型化学高所放水車配備
- 2014年10月2日 上総分署新庁舎業務開始

【参考文献：消防年報 平成26年版（君津市消防本部）】
- 2021年2月16日 消防ポンプ自動車更新（本署）
- 2021年2月25日 救助工作車更新（本署）

## 組織
- 本部 - 消防総務課、予防課
- 消防署

## 消防署
| 消防署       | 住所       | 分署                                                 |
| ------------ | ---------- | ---------------------------------------------------- |
| 君津市消防署 | 杢師3-1-25 | 小糸：鎌滝441 上総：久留里市場423-1 松丘：広岡1795-1 |